# Corhiza bellicosa
Corhiza bellicosa är en nässeldjursart som beskrevs av Wilfrid Arthur Millard 1962. Corhiza bellicosa ingår i släktet Corhiza och familjen Halopterididae. Inga underarter finns listade i Catalogue of Life.